# ライダースバッハ
ライダースバッハ (Leidersbach) はドイツ連邦共和国バイエルン州ミルテンベルク郡に属す町村（以下、本項では便宜上「町」と記述する）。アシャッフェンブルクの南約10kmのシュペッサルト内に位置する、ライダースバッハ、エーバースバッハ、ロースバッハ、フォルカースブルンの4地区からなる町である。

## 地理

### 隣接する市町村
北から時計回りに、ズルツバッハ・アム・マイン、ハイムブーヒェンタール、ハウゼンと境を接する。

### 自治体の構成
この町は、公式には4つの地区 (Ort) からなる。しずれも小集落や孤立農場ではなく集落を形成している。
- エーバースバッハ
- ライダースバッハ
- ロスバッハ
- フォルカースブルン

## 歴史
エーバースバッハ地区やズルツバッハのゾーデン地区を含む「シュロスブッケル」は紀元前後の変わり目以前からの入植地であることがその出土品から証明されている。ローマ時代、おそらく2世紀にケルト人の避難用城塞が設けられ、中世初期に石造の城が造られた。しかしこの城はやがて荒廃し、19世紀までに撤去された。その結果、現在では環状壁だけを見ることができる。それでも、この城趾はケルト時代の環状壁としては良好な状態で遺された3つしかない史跡の一つであり、有名な小旅行の目的地となっている。
村自体の成立は中世に遡る。類似の名前を持つ村の成立を参考に、「バッハ」を名前の語尾に持つ村、すなわちエーバースバッハ、ライダースバッハ、ロースバッハはおそらく8世紀末のカロリング朝時代に成立したものと推察される。エーバースバッハを初めて記録した現存する文献は1183年、ライダースバッハとロースバッハのそれは1200年、フォルカースブルンのは1248年のものである。この頃にはすでに、これらの村はマインツ大司教領に属した。1803年の帝国代表者会議主要決議に基づく大司教領の廃止により、これらの村は新しく創設されたアシャッフェンブルク侯領に移され、1814年にバイエルン王国に併合された。

### 宗教
ライダースバッハの町は、主にローマ・カトリックの街である。

### 町村合併
1972年1月1日に、それまで独立した自治体であったライダースバッハ、エーバースバッハ、ロースバッハおよびフォルカースブルンが合併し、新しい町村のライダースバッハが成立した。

## 行政

### 議会
ライダースバッハの町議会は16議席である。

### 首長
ミヒャエル・シュースラー (CWG) は2017年からこの町の町長を務めている。

### 紋章
白い波帯で上下二分割。上部は、緑と白のストライプ地に開いたハサミ。これは、19世紀から20世紀にかけてこの村の発展に寄与した仕立業および衣料産業を表している。下部はマインツの輪で、1803年までマインツ大司教領であったことを示す。

## 文化と見所

### 建築
- エーバースバッハ近郊のシュロスブッケルにあるアルテンブルクの環状壁
- エーバースバッハ聖バルバラ教会のマリアの祭壇
- ライダースバッハのブンテル砂岩で造られた歴史的建造遺物聖ヤーコブス教会
- エーバースバッハのクロスターベルクに建つかつての修道院、青年教育センター

### サークル活動
BRKライダースバッハは、バイエルン赤十字ミルテンベルク＝オーベルンブルク支部に属す活動グループである。このグループは1955年3月16日に結成された。コルピング通りに事務所を持ち、青少年赤十字、救急隊、災害救助などのサポート業務を行う。

### スポーツ
ハンドボール 

ライン＝マイン・ビーネン（旧HSG ズルツバッハ／ライダースバッハ）は、女子ハンドボール・ブンデスリーガでプレイしている。このクラブチームは2003/04年のシーズンにオーバーリーガ・ヘッセンに昇格した。翌年にヘッセン・チャンピオンとなり、2005/06年シーズンにはペーター・ダーフィト監督の下、南西地方リーグで全勝しブンデスリーガ2部に昇格した。HSGはこの年、ブンデスリーガ2部で優勝し、TuSヴァイベルンとのプレイ・オフに勝利して1部昇格を果たした。このクラブには、この他に2つの男子チーム、別の女子チーム、多くのジュニア・チームが登録している。

## 経済と社会資本

### 教育
基礎課程学校兼本課程学校が1校ある。

### 地元企業
ライダースバッハは衣料品産業の町である。この他に、ソフトウェア開発会社、マーケティング企業および分析研究所がある。

## 引用
1. ↑  https://www.statistikdaten.bayern.de/genesis/online?operation=result&code=12411-003r&leerzeilen=false&language=de Genesis-Online-Datenbank des Bayerischen Landesamtes für Statistik Tabelle 12411-003r Fortschreibung des Bevölkerungsstandes: Gemeinden, Stichtag (Einwohnerzahlen auf Grundlage des Zensus 2011)
2. ↑  Bayerische Landesbibliothek Online